# Коржиха (Полтавський район)
Коржи́ха —  село в Україні, у Ланнівській сільській громаді Полтавського району Полтавської області. Населення становить 360 осіб. Орган місцевого самоврядування — Ланнівська сільська рада.

## Географія
Село Коржиха знаходиться за 2 км від лівого берега річки Піщанка в балці Коржиха по якій протікає пересихаючий струмок з загатами. Поруч проходить залізниця, станція Коржиха за 1,5 км.

## Історія
12 червня 2020 року, відповідно до розпорядження Кабінету Міністрів України № 721-р «Про визначення адміністративних центрів та затвердження територій територіальних громад Полтавської області», село увійшло до складу Ланнівської сільської громади.
19 липня 2020 року, в результаті адміністративно - територіальної реформи та ліквідації Карлівського району, село увійшло до складу новоутвореного Полтавського району Полтавської області.

## Об'єкти соціальної сфери
- Клуб.
- Фельдшерсько-акушерський пункт.